# Alexander Wulff
Alexander Wulff (* 15. Februar 1863 in Schwelm; † 1939) war ein deutscher Jurist und Eisenbahnbeamter.

## Leben
Alexander Wulff war ein Sohn des Justizrates Carl Wulff und Emmy, geb. Scheffer-Boichorst.
Alexander Wulff besuchte ein Gymnasium in Münster und studierte dann Rechtswissenschaften an den Universitäten Freiburg, Leipzig, Göttingen und Bonn. 1891 legte er die Große Staatsprüfung ab. Anschließend ging er in die Preußische Staatseisenbahnverwaltung und war in unterschiedlichen Berufsstellen (Direktion Köln, Stettin, Betriebsamt in Thorn, Altona, Verkehrsamt in Altena, Mainz, Saarbrücken, Breslau, Straßburg und wieder Altona) tätig. Zwischenzeitlich war er von 1899 bis 1904 im Privatdienst der Gräflich Henckelschen Verwaltung in Carlshof. 1911 wurde er Abteilungsleiter in der Generaldirektion der Reichseisenbahnen in Elsaß-Lothringen in Straßburg. Am 7. April 1914 ging er als Oberregierungsrat zurück in den Preußischen Eisenbahndienst und kam in die Eisenbahndirektion Altona.
Während des Ersten Weltkriegs war er von 1914 bis 1917 in Brüssel im Feldeisenbahnwesen in der Militär-Generaldirektion der Eisenbahnen eingesetzt.
Vom 8. August 1917 bis 31. März 1924 war er Präsident der Königlichen Eisenbahndirektion Berlin (bis Ende März 1919), anschließend bis Anfang Juni 1922 der Eisenbahndirektion Berlin und dann der Reichsbahndirektion Berlin. Im April 1924 wurde er pensioniert.
Von 1924 bis 1931 war er Herausgeber der Zeitschrift des Vereins Deutscher Eisenbahnverwaltungen. 1925/26 war er Mitherausgeber des Jahrbuchs für Eisenbahnwesen.
Er heiratete am 17. Oktober 1899 in Berlin Anna Kny, Tochter von Leopold Kny.